# مانابو كونو
مانابو كونو (باليابانية: 今野 学) (مواليد 23 يناير 1974)، هو لاعب كرة قدم سابق كان يلعب كحارس مرمى.